# برج بلاتينيوم (بيروت)
برج بلاتينيوم يعد البرج البلاتيني أحد أكثر البنايات تميزًا في بيروت، وهو برج أمامي طويل القامة تقريبًا يطل على المرسى بشرفاته المتشابكة التي تشبه لوجيا الزجاجية وملحق خلفي منحدر بلطف يطل على وسط المدينة.
أحد البنايات السكنية الأطول على طول شرق البحر الأبيض المتوسط ويشغل موقعًا يتناسب مع نسبة الأرض إلى المساحة التي تقترب من وسط مدينة مانهاتن، ويقع البلاتينيوم على قاعدة تضع الطابق الأرضي على ارتفاع 6 أمتار فوق مستوى الشارع.
إذا نظرنا إليه من الأمام، فإنه يعطي انطباعًا بالقراءة كمكعب ولكنه يشغل بصمة مستطيلة. ويرجع ذلك إلى إضافة هيكل خارجي زجاجي شفاف، والذي يحيط جزئيًا بالبرج الأمامي، ويميزه عن ملحقه الخلفي.

## التصميم
تم تصميم المبنى وفقًا للمعايير التي ساعدت في إعادة تعريف الطرف العلوي لسوق التطوير السكني في بيروت، ويضم عددًا من الميزات المبتكرة. وهي تشمل نظامًا فريدًا للسباكة لا يضع أي قيود على موقع الحمامات أو المطابخ، مما يتيح للمالكين المرونة الكاملة في تكوين شققهم، بحيث لا تحتاج خطة الطابق الواحد إلى تشبه ستائر النوافذ القابلة للسحب المصممة خصيصًا، والتي تسمح بمرور الضوء بينما تعكس نسبة كبيرة من الحرارة التي تدخل بطريقة أخرى، نوافذ بانورامية ممتدة من الأرض حتى السقف توفر إطلالات غير متقطعة على المدينة والجبال عبر البحر، وسقوف بارتفاع 3.4 متر وشرفات واسعة، محمية من الرياح كبيرة بما يكفي لتكون بمثابة مناطق المعيشة في الهواء الطلق، ولوبي المصاعد الفردية في كل طابق لزيادة الخصوصية.
كل من اختبارات نفق الرياح ونماذج الكفاءة الهيكلية المصممة من قبل ARUP كانت الأولى في لبنان، وسمحت للمطورين بتطوير اقتصاديات كبيرة من حيث التكلفة دون التأثير على سلامة التصميم.
توفر تفاصيل الجلد، الدرابزين، وحلول تكسير الرياح «الزاوية الزجاجية» التي تؤطر المبنى، أمانًا حقيقيًا ونفسيًا على جميع المستويات.
ولعل الميزة الأكثر إبداعًا في Platinum هي نظام الإضاءة LED الذي يعمل بالطاقة الشمسية، والذي ينير الهيكل الخارجي الزجاجي للبرج الرئيسي.
كان ثمار التعاون المكثف مع قسم بحث وتطوير لعملاق الإلكترونيات فيليبس، يتمثل التحدي في إضاءة الواجهة في ضمان انتشار متساوٍ عبر الزجاج، بحيث يظهر المبنى مضاء بشكل متساوٍ من كل زاوية، دون التسبب في إزعاج الجيران. المربعات من الضوء الأبيض اللامع التي تنتج واضحة في جميع أنحاء المدينة وتنعكس في مياه المرسى أدناه وتحول البرج إلى منارة متوهجة من الضوء، معلما مرئيا على بعد أميال.
منطقة:
35 طابق 54000 متر مربع
4 بدروم 39000 متر مربع

## معرض صور

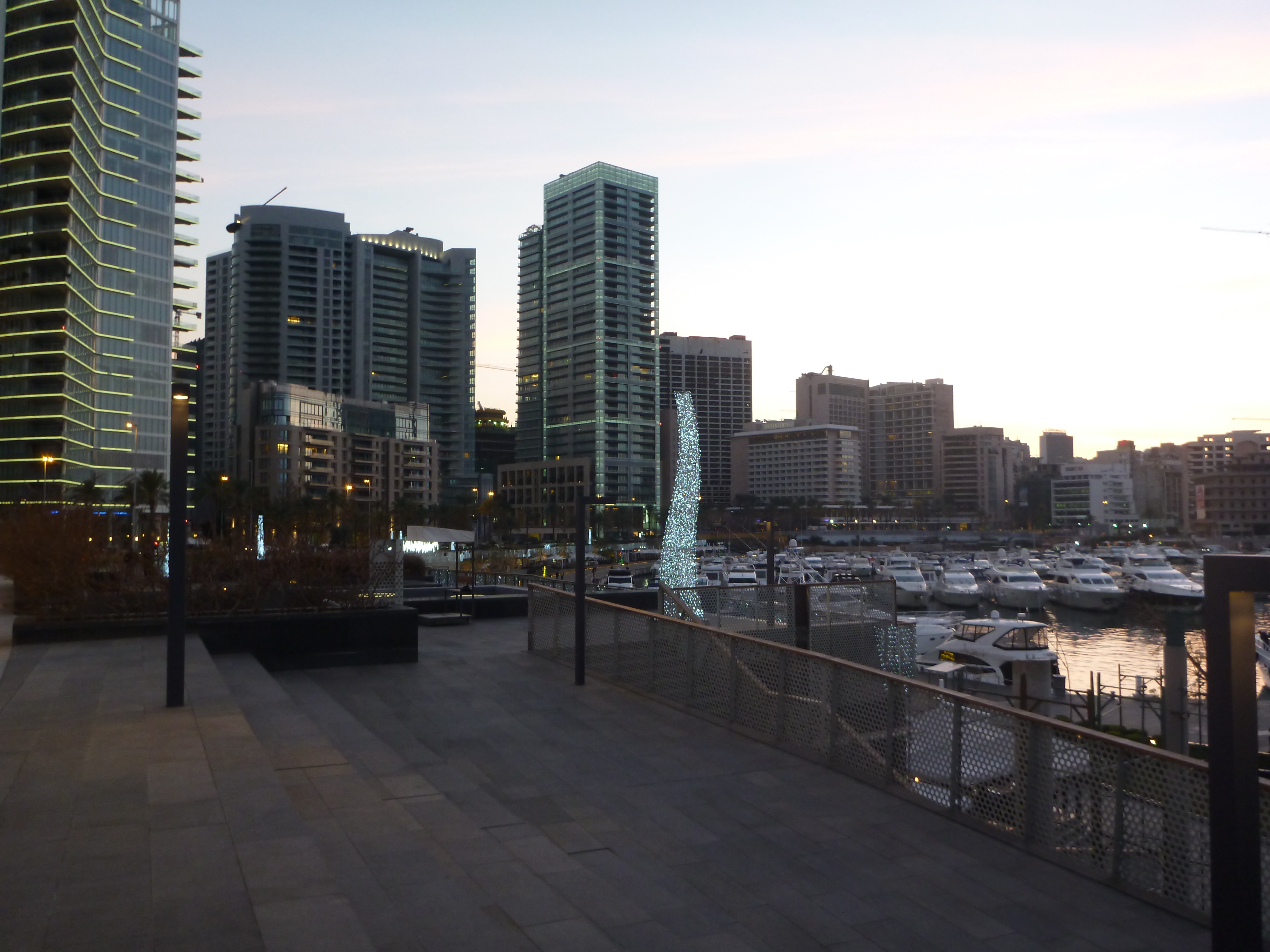

## طالع
- قائمة أطول المباني في لبنان
- برج الحافة (بيروت)